# Choi Jung-sik
Choi Jung-sik (* 12. August 1983) ist ein ehemaliger südkoreanischer Eishockeyspieler, der zuletzt bis 2018 bei High1 in der Asia League Ice Hockey unter Vertrag stand.

## Karriere
Choi Jung-sik begann seine Karriere als Eishockeyspieler in der Mannschaft der Kyungbok Highschool. Von 2002 bis 2005 spielte er für die Mannschaft der Korea University, mit der er 2003 den südkoreanischen Pokalwettbewerb gewann. 2005 wechselte er zu Kangwon Land in die Asia League Ice Hockey. Mit dem Team, das sich seit 2007 High1 nennt, konnte er 2006, 2007 und 2008 erneut den Sieg im südkoreanischen Pokalwettbewerb erringen. in der Asia League reichte es mehrfach zum Einzug in das Playoff-Halbfinale. 2018 beendete er seine Karriere.

### International
Für Südkorea nahm Choi Jung-sik an den U18-Weltmeisterschaften 2000 und 2001 jeweils in der Asien-Ozeanien-Division 1 sowie der U20-Weltmeisterschaft 2003 in der Division III teil. 
Bei der Weltmeisterschaft 2004 der Division I gab Choi sein Debüt in der südkoreanischen Herren-Mannschaft, musste aber den Abstieg in die Division II hinnehmen. Dort spielte er dann bei den Weltmeisterschaften 2005, 2006, 2007 und 2009. Bei den Winter-Asienspielen 2007 in Changchun und 2011 in Astana gewann er mit den Südkoreanern jeweils die Bronzemedaille.

## Erfolge und Auszeichnungen
- 2001 Aufstieg in die Division III bei der U18-Weltmeisterschaft der Asien-Ozeanien-Division 1
- 2003 Südkoreanischer Pokalsieger mit der Korea University
- 2006 Südkoreanischer Pokalsieger mit Kangwon Land
- 2007 Südkoreanischer Pokalsieger mit Kangwon Land
- 2007 Bronzemedaille bei den Winter-Asienspielen
- 2007 Aufstieg in die Division I bei der Weltmeisterschaft der Division II, Gruppe B
- 2008 Südkoreanischer Pokalsieger mit High1
- 2009 Aufstieg in die Division I bei der Weltmeisterschaft der Division II, Gruppe B
- 2011 Bronzemedaille bei den Winter-Asienspielen

## Asia-League-Statistik
(Stand: Ende der Saison 2017/18)